# Hammam Soukhna
Hammam Soukhna ou Hammam Sokhna, (em árabe: حمام السخنة) é uma comuna localizada na província de Sétif, Argélia. Sua população estimada em 2008 era de 13 439 habitantes.